# Bystryca (Grodno)
Bystryca (en bielorruso: Быстрыца; en ruso: Быстрица) — un pueblo en Bielorrusia en selsoviet de Varniany (raión de Astraviec). La población es de 154 personas (estimación de 2014). Está situado a 29 kilómetros al norte de Astraviec y a 34 kilómetros de la estación ferrocarril de Gudahaj.

## Historia
El pueblo se menciona por primera vez en el año 1390 cuando el gran duque Jahaila fundó aquí una iglesia católica de la Exaltación de la Santa Cruz. A partir del siglo XIV en el pueblo funcionaba un monasterio de los agustinos. En la primera mitad del siglo XVI Bystyca era el centro de un vólost de Voivodato de Vilna, en el año 1537 Bystryca recibió el estatus de miasteczka. De acuerdo con la reforma territorial de los años 1565-1566 el pueblo fue incluido a poviato de Vilna.
Durante los siglos XVII-XVIII Bystryca era el centro del dominio de los Brzostowskie.
En acuerdo con la tercera particón de la Mancomunidad de las Dos Naciónes en el año 1795 Bystryca se convirtió en parte del Imperio Ruso. Bystryca era el centro de un vólost de uyezd de Vilna. Durante Primera Guerra Mundial el pueblo fue ocupado por las tropas alemanas. El 25 de marzo de 1918 Bystryca fue proclamada una parte de la República Popular de Bielorrusia. El 1 de enero de 1919 Bystryca fue proclamada una parte de la República Socialista Soviética de Bielorrusia. Desde octubre de 1920 Bystryca era parte de la Lituania Central. El 8 de enero de 1922 la Lituania Central fue anexada por Polonia.

## Demografía
- XIX siglo: año 1880 — c. 103 pers.[3]
- XX siglo: año 1901 — c. 405 pers.; año 1971 — 295 pers.; año 1991 — 251 pers.;[4] año 2014 — 154 pers.[1]

### Cultura y educación
En el pueblo hay una escuela secundaria.

## Sitios de interés
En el pueblo hay la iglesia católica de la Exaltación de la Santa Cruz construida entre 1760 y 1761.

## Enlaces
- Весткі.info
- Radzima.org
- Astraviec.org (enlace roto disponible en Internet Archive; véase el historial, la primera versión y la última).

- Datos: Q3920685
- Multimedia: Bystryca / Q3920685